# ¡Tré!
| Оценки критиков      | Оценки критиков |
| Источник             | Оценка          |
| -------------------- | --------------- |
| Allmusic             | [ 4 ]           |
| The A.V. Club        | C+              |
| Entertainment Weekly | B+              |
| The Guardian         | [ 7 ]           |
| The Independent      | [ 8 ]           |
| NME                  | 5/10            |
| PopMatters           | 5/10            |
| Rolling Stone        | [ 11 ]          |
| Slant Magazine       | [ 12 ]          |
| Spin                 | 6/10            |

¡Tré! — одиннадцатый студийный альбом американской панк-рок-группы Green Day, выпущен 7 декабря 2012 года. Это третий и последний альбом из трилогии ¡Uno! ¡Dos! ¡Tré!. Название является отсылкой к барабанщику группы Тре Кулу, которому исполнилось 40 лет спустя два дня после релиза альбома.
Альбом следует пауэр-поп стилю ¡Uno! и чувствам гаражного рока ¡Dos!. Green Day начали записывать материал для альбома 14 февраля 2012 года и закончили 26 июня 2012 года. Альбом был выпущен 7 декабря 2012 года в Австралии, 10 декабря в Великобритании и 11 в США под лейблом Reprise.

## Запись и релиз
11 апреля Green Day объявили, что они собираются выпустить трилогию альбомов, названных ¡Uno!, ¡Dos! и ¡Tré!, и что они будут выпущены 25 сентября 2012 года, 13 ноября 2012 года и 15 января 2013 года соответственно под лейблом Reprise Records. 22 августа Билли Джо Армстронг дал превью некоторых своих песен на Zane Lowe’s show на BBC Radio 1 в Великобритании. Был проигран краткий фрагмент песни «8th Ave Serenade». Список композиций альбома был раскрыт в начале видео промосингла «Nuclear Family» из ¡Uno!. Позже он был официально выпущен в Idiot Club и позже был помещен на их сайт. Песня «99 Revolutions» ранее появилась в фильме «Грязная кампания за честные выборы». Также она появилась в трейлере, выпущенном Green Day на их канале на YouTube 21 июня 2012 года. 29 октября было объявлено, что выпуск альбома будет передвинут на 11 декабря из-за того, что Green Day необходимо отменить часть их тура, который перепадает на 2012 год, и значительно отложить часть тура 2013 года. 1 ноября Green Day выпустили «Behind The Scenes of ¡Uno!, ¡Dos!, and ¡Tré! — Part 1», которое имело превью песни «X-Kid». Дата выпуска LP альбома было перенесено на 12 февраля 2013 года, предположительно чтобы исправить ошибочное включение Stray Heart в начальный выпуск альбома, заменяя её песней «Drama Queen», как на теперешних CD альбома. Превью песен «Missing You» и «Dirty Rotten Bastards» представлены в документальном фильме «¡Cuatro!».

### Синглы
Сингл «The Forgotten» был выпущен вместе с клипом как промосингл саундтрека к фильму «Сумерки. Сага: Рассвет — Часть 2». Группа также выпустила видео с компакт-кассетой, проигрывающей песню «X-Kid», и позже подтвердила, что эта песня является первым официальным синглом, так как была выпущена 12 февраля 2013 года.

## Коммерческий успех
Альбом дебютировал под номером 13 в американском чарте Billboard 200, с первой недели продаж в США было продано 58000 копий.

## Список композиций
Все тексты написаны Билли Джо Армстронгом, вся музыка написана Green Day .
| №                   | Название                   | Длительность |
| ------------------- | -------------------------- | ------------ |
| 1.                  | «Brutal Love»              | 4:54         |
| 2.                  | «Missing You»              | 3:43         |
| 3.                  | «8th Avenue Serenade»      | 2:36         |
| 4.                  | «Drama Queen»              | 3:07         |
| 5.                  | «X-Kid»                    | 3:41         |
| 6.                  | «Sex, Drugs & Violence»    | 3:31         |
| 7.                  | «A Little Boy Named Train» | 3:37         |
| 8.                  | «Amanda»                   | 2:28         |
| 9.                  | «Walk Away»                | 3:45         |
| 10.                 | «Dirty Rotten Bastards»    | 6:26         |
| 11.                 | «99 Revolutions»           | 3:49         |
| 12.                 | «The Forgotten»            | 4:58         |
| Общая длительность: | Общая длительность:        | 46:35        |

| №   | Название                                | Длительность |
| --- | --------------------------------------- | ------------ |
| 13. | «Stop When the Red Lights Flash» (live) | 2:26         |
| 14. | «Carpe Diem» (live)                     | 3:25         |
| 15. | «Kill the DJ» (live)                    | 3:41         |
| 16. | «99 Revolutions» (live)                 | 3:49         |
| 17. | «Nuclear Family» (live)                 | 3:00         |

## Участники записи
Green Day
- Билли Джо Армстронг — вокал, гитара, пианино
- Майк Дёрнт — бас-гитара, вокал
- Тре Кул — ударные, перкуссия
- Джейсон Уайт — гитара

Дополнительные музыканты
- Роб Кавалло — продюсер
- Том Китт[англ.] − аранжировка струнных на «Brutal Love» и «The Forgotten», аранжировка горнов, пианино и бэк-вокал на «Brutal Love»

## Чарты
| Чарт (2012)                     | Пиковая позиция |
| ------------------------------- | --------------- |
| Austrian Albums Chart           | 8               |
| Australian Albums Chart         | 22              |
| Belgian Albums Chart (Flanders) | 36              |
| Belgian Albums Chart (Wallonia) | 57              |
| Canadian Albums Chart           | 22              |
| Croatian Albums Chart           | 11              |
| Danish Albums Chart             | 38              |
| Dutch Albums Chart              | 30              |
| Finnish Albums Chart            | 41              |
| Germany Albums Chart            | 17              |
| Hungarian Albums Chart          | 9               |
| Irish Album Chart               | 37              |
| Italian Albums Chart            | 17              |
| Japanese Albums Chart           | 10              |
| Mexican Albums Chart            | 44              |
| New Zealand Album Chart         | 16              |
| Norwegian Albums Chart          | 20              |
| Scottish Albums Chart           | 29              |
| South Korean Albums Chart       | 10              |
| Spanish Albums Chart            | 41              |
| Swedish Albums Chart            | 30              |
| Swiss Albums Chart              | 14              |
| UK Albums Chart                 | 31              |
| UK Rock Albums Chart            | 2               |
| US Billboard 200                | 13              |
| US Billboard Rock Albums        | 3               |
| US Billboard Alternative Albums | 2               |
| US Billboard Digital Albums     | 9               |
| US Billboard Tastemaker Albums  | 5               |